# الساعة تدق العاشرة (فلم)
الساعة تدق العاشرة فيلم مصري تم إنتاجه عام 1974، من إخراج هنري بركات وبطولة محمود ياسين وناهد شريف وميرفت أمين.

## قصة الفيلم
يعمل الطالب الجامعي محمد سائقًا للثري عبد المجيد، يكتشف محمد خيانة نورا زوجة عبد المجيد الشابة مع مراد وتطلب منه أن يتكتم الأمر. يطمع صلاح شقيق نورا في الزواج من نيفين ابنة عبد المجيد ولكنها ترفض فهي تحب محمد وتتفق معه على الزواج ويبارك الأب علاقتهما، إلا أن نورا تنجح في إيقاع محمد في شباكها. ولكن سرعان ما يهجرها فتلاحقه. يكتشف عبد المجيد ونيفين ذلك، يدفعها عبد المجيد من أعلى السلم لتلقى مصرعها، ويبدأ الحبيبان حياتهما في أمان.

## تمثيل
- محمود ياسين
- ناهد شريف
- ميرفت أمين
- عماد حمدي
- سهير الباروني